# Środki przymusu bezpośredniego
Środki przymusu bezpośredniego - środki służące urzeczywistnianiu pewnego stanu, niezależnie od woli i zachowania się osoby, wobec której są stosowane, drogą zagrożenia zastosowaniem lub bezpośrednio drogą zastosowania siły fizycznej w celu usunięcia jej oporu i dla ewentualnego odparcia jej przeciwdziałania, przez osobę uprawnioną w zakresie realizacji zadań ustawowych podmiotu, w którym pełni służbę albo w którym jest zatrudniona. 
Środków przymusu bezpośredniego używa się lub wykorzystuje się je w sposób niezbędny do osiągnięcia celów tego użycia lub wykorzystania, proporcjonalnie do stopnia zagrożenia, wybierając środek o możliwie jak najmniejszej dolegliwości.

## Organy ochrony bezpieczeństwa i porządku publicznego
W organach ochrony bezpieczeństwa i porządku publicznego osobami uprawnionymi do stosowania środków przymusu bezpośredniego i broni palnej na zasadach ustawy  z dnia 24 maja 2013 r. o środkach przymusu bezpośredniego i broni palnej (Dz.U. z 2025 r. poz. 555) są:
1. funkcjonariusze Agencji Bezpieczeństwa Wewnętrznego;
2. funkcjonariusze Agencji Wywiadu;
3. funkcjonariusze Służby Ochrony Państwa;
4. funkcjonariusze Służby Celno-Skarbowej;
5. funkcjonariusze Centralnego Biura Antykorupcyjnego;
6. strażnicy Państwowej Straży Łowieckiej;
7. strażnicy Państwowej Straży Rybackiej;
8. funkcjonariusze Policji;
9. funkcjonariusze i żołnierze Służby Kontrwywiadu Wojskowego;
10. funkcjonariusze Służby Więziennej;
11. funkcjonariusze i żołnierze Służby Wywiadu Wojskowego;
12. strażnicy straży gminnych (miejskich);
13. funkcjonariusze Straży Granicznej;
14. strażnicy Straży Leśnej;
15. funkcjonariusze Straży Marszałkowskiej;
16. funkcjonariusze Straży Ochrony Kolei;
17. funkcjonariusze Straży Parku;
18. żołnierze Żandarmerii Wojskowej lub wojskowych organów porządkowych;
19. pracownicy ochrony uprawnieni do użycia lub wykorzystania środków przymusu bezpośredniego lub broni palnej na podstawie przepisów ustawy z dnia 22 sierpnia 1997 r. o ochronie osób i mienia (Dz.U. z 2025 r. poz. 532);
20. inspektorzy Inspekcji Transportu Drogowego.

Stosowane przez nich mogą być:
1. siła fizyczna w postaci technik:
  1. transportowych,
  2. obrony,
  3. ataku,
  4. obezwładnienia;
2. kajdanki:
  1. zakładane na ręce,
  2. zakładane na nogi,
  3. zespolone;
3. kaftan bezpieczeństwa;
4. pas obezwładniający;
5. siatka obezwładniająca;
6. kask zabezpieczający;
7. pałka służbowa;
8. wodne środki obezwładniające;
9. pies służbowy;
10. koń służbowy;
11. pociski niepenetracyjne;
12. chemiczne środki obezwładniające w postaci:
  1. ręcznych miotaczy substancji obezwładniających,
  2. plecakowych miotaczy substancji obezwładniających,
  3. granatów łzawiących,
  4. innych urządzeń przeznaczonych do miotania środków obezwładniających;
13. przedmioty przeznaczone do obezwładniania osób za pomocą energii elektrycznej;
14. cela zabezpieczająca;
15. izba izolacyjna;
16. pokój izolacyjny;
17. kolczatka drogowa i inne środki służące do zatrzymywania oraz unieruchamiania pojazdów mechanicznych;
18. pojazdy służbowe;
19. środki przeznaczone do pokonywania zamknięć budowlanych i innych przeszkód, w tym materiały wybuchowe;
20. środki pirotechniczne o właściwościach ogłuszających lub olśniewających.

Podobne uprawnienia, ale z wyłączeniem użycia broni palnej, mają:
1. członkowie służby porządkowej, o których mowa w ustawie z dnia 20 marca 2009 r. o bezpieczeństwie imprez masowych (Dz.U. z 2023 r. poz. 616);
2. pracownicy zakładów poprawczych, schronisk dla nieletnich, okręgowych ośrodków wychowawczych lub młodzieżowych ośrodków wychowawczych.

## Pozostałe organy, podmioty i służby
Odrębne katalogi i zasady stosowania środków przymusu bezpośredniego zawarte są w: 
1. ustawie z dnia 11 marca 2022 r. o obronie Ojczyzny (Dz.U. z 2024 r. poz. 248);
2. ustawie z dnia 26 października 1982 r. o wychowaniu w trzeźwości i przeciwdziałaniu alkoholizmowi (Dz.U. z 2023 r. poz. 2151);
3. ustawie z dnia 12 października 1990 r. o Straży Granicznej (Dz.U. z 2023 r. poz. 1080) i ustawie z dnia 12 października 1990 r. o ochronie granicy państwowej (Dz.U. z 2025 r. poz. 184) – w zakresie działań podejmowanych wobec statków morskich i powietrznych;
4. ustawie z dnia 19 sierpnia 1994 r. o ochronie zdrowia psychicznego (Dz.U. z 2024 r. poz. 917);
5. ustawie z dnia 21 sierpnia 1997 r. o ochronie zwierząt (Dz.U. z 2023 r. poz. 1580);
6. ustawie z dnia 5 grudnia 2008 r. o zapobieganiu oraz zwalczaniu zakażeń i chorób zakaźnych u ludzi (Dz.U. z 2023 r. poz. 1284);
7. ustawie z dnia 22 listopada 2013 r. o postępowaniu wobec osób z zaburzeniami psychicznymi stwarzających zagrożenie życia, zdrowia lub wolności seksualnej innych osób (Dz.U. z 2022 r. poz. 1689).

### Krajowy Ośrodek Zapobiegania Zachowaniom Dyssocjalnym
Zgodnie z art. 36 ustawy z dnia 22 listopada 2013 r. o postępowaniu wobec osób z zaburzeniami psychicznymi stwarzających zagrożenie życia, zdrowia lub wolności seksualnej innych osób:
1. Wobec osób stwarzających zagrożenie umieszczonych w Ośrodku można stosować przymus bezpośredni polegający na:
1) przytrzymaniu;
2) przymusowym zastosowaniu produktów leczniczych;
3) założeniu pasów obezwładniających lub kaftana bezpieczeństwa;
4) izolacji;
5) użyciu:
a) kajdanek,
b) pałki służbowej,
c) ręcznego miotacza substancji obezwładniających.
2. Nie stosuje się prewencyjnie przymusu bezpośredniego określonego w ust. 1 pkt 3 oraz w pkt 5 lit. b i c.
O zastosowaniu przymusu bezpośredniego określonego w art. 36 ust. 1 pkt 1 decyduje lekarz albo pracownik służby ochrony; w przypadku różnicy zdań rozstrzyga decyzja lekarza. O zastosowaniu przymusu bezpośredniego określonego w art. 36 ust. 1 pkt 2–4 decyduje lekarz. O zastosowaniu przymusu bezpośredniego określonego w art. 36 ust. 1 pkt 5 decyduje pracownik służby ochrony. Jeżeli nie jest możliwe uzyskanie natychmiastowej decyzji lekarza, o zastosowaniu przymusu bezpośredniego decyduje pielęgniarka, która jest obowiązana niezwłocznie zawiadomić o tym lekarza. Lekarz, po osobistym badaniu osoby, wobec której zastosowano przymus bezpośredni, podejmuje decyzję w przedmiocie dalszego stosowania przymusu bezpośredniego.

### Pozostałe podmioty lecznicze oraz jednostki pomocy społecznej
Środki przymusu bezpośredniego stosowane w ramach ochrony zdrowia psychicznego poza Krajowym Ośrodkiem Zapobiegania Zachowaniom Dyssocjalnym wymienione są w art. 18 ust. 3 ustawy z dnia 19 sierpnia 1994 r. o ochronie zdrowia psychicznego (Dz.U. z 2024 r. poz. 917) oraz w rozporządzeniu Ministra Zdrowia z dnia 21 grudnia 2018 r. w sprawie stosowania przymusu bezpośredniego wobec osoby z zaburzeniami psychicznymi (Dz.U. z 2023 r. poz. 731).
- izolację
- przypięcie pasami do łóżka

Środki te stosuje się w stosunku do pacjentów psychiatrycznych, którzy spełniają co najmniej jedno z poniższych kryteriów (art. 18 ust. 1 i art 37 ustawy): 
- dopuszczają się zamachu przeciwko 
  - życiu lub zdrowiu własnemu lub innej osoby,
  - bezpieczeństwu powszechnemu,
- gwałtownie niszczą lub uszkadzają przedmioty we własnym otoczeniu,
- poważnie uniemożliwiają funkcjonowanie zakładu psychiatrycznego lub jednostki organizacyjnej pomocy społecznej - przy czym w stosunku do tych osób stosuje się wyłącznie przytrzymanie lub przymusowe podanie leku.
- nie spełniają ww. kryteriów, ale zostały przyjęte do szpitala psychiatrycznego bez ich zgody - wyłącznie:
  - w sytuacjach, gdy jest to konieczne do dokonania niezbędnych czynności leczniczych (mających na celu usunięcie przyczyn przyjęcia bez zgody), przy czym w każdym przypadku świadczeń zdrowotnych stwarzających podwyższone ryzyko dla pacjenta konieczne jest uzyskanie uprzedniej zgody pacjenta lub jego przedstawiciela ustawowego; do świadczeń tych należą, zgodnie z rozporządzeniem Ministra Zdrowia w sprawie wykazu świadczeń zdrowotnych stwarzających podwyższone ryzyko dla pacjenta, których udzielenie wymaga zgody: punkcja podpotyliczna lub lędźwiowa przeprowadzana w celu pobrania płynu mózgowo-rdzeniowego lub podania leków; leczenie elektrowstrząsami;
  - w celu zapobieżenia samowolnemu opuszczeniu przez nich szpitala psychiatrycznego.

Niezależnie od ww. przepisów, środki przymusu bezpośredniego mogą być stosowane w stosunku do pacjenta psychiatrycznego również na zasadach ustawy o środkach przymusu bezpośredniego i broni palnej przez uprawnionych funkcjonariuszy w przypadkach, gdy ma on jednocześnie status osoby:
- zatrzymanej, ujętej lub przymusowo doprowadzanej do właściwego organu lub instytucji
- tymczasowo aresztowanej lub skazanej odbywającej karę pozbawienia wolności
- przebywającej w strzeżonym ośrodku lub areszcie dla cudzoziemców.

#### Zasady stosowania
Są one określone w art. 18 ustawy o ochronie zdrowia psychicznego z roku 1994. a szczegółowo regulowane przez rozporządzenie Ministra Zdrowia ws. sposobu stosowania i dokumentowania zastosowania przymusu bezpośredniego oraz dokonywania oceny zasadności jego zastosowania:
- Decyzję o zastosowaniu środka przymusu bezpośredniego i jego rodzaju podejmuje lekarz, który także osobiście nadzoruje jego zastosowanie.
- Na żądanie lekarza policja, straż pożarna czy pogotowie ratunkowe są zobowiązane udzielić pomocy w stosowaniu przymusu bezpośredniego.
- W szpitalach psychiatrycznych i innych zakładach leczniczych podmiotów leczniczych sprawujących całodobową opiekę psychiatryczną lub odwykową, a także w jednostkach pomocy społecznej udzielających całodobowych usług opiekuńczych dopuszcza się w sytuacji niemożności natychmiastowego uzyskania decyzji lekarza podjęcie jej samodzielnie przez pielęgniarkę albo przez ratownika medycznego kierującego akcją prowadzenia medycznych czynności ratunkowych.
- Istnieje obowiązek uprzedzenia danej osoby przed zastosowaniem przymusu oraz wyboru takiej jego formy, która będzie jak najmniej uciążliwa dla pacjenta.
- Należy mieć cały czas na uwadze dbałość o dobro pacjenta, a także odebrać mu przed zastosowaniem przymusu bezpośredniego przedmioty mogące stanowić zagrożenie dla niego lub otoczenia.
- Każde zastosowanie przymusu bezpośredniego musi być udokumentowane wraz z opisaniem jego rodzaju i przyczyn, a także czasu trwania.
- W ciągu trzech dni zasadność zastosowania przymusu bezpośredniego powinna być sprawdzona odpowiednio:
  - w szpitalach psychiatrycznych i innych zakładach leczniczych podmiotów leczniczych sprawujących całodobową opiekę psychiatryczną lub odwykową - przez lekarza kierującego oddziałem psychiatrycznym w szpitalu ogólnym lub kliniką psychiatryczną (o ile powołano) albo przez kierownika szpitala psychiatrycznego, sanatorium dla osób z zaburzeniami psychicznymi lub innego zakładu leczniczego podmiotu leczniczego w rozumieniu przepisów o działalności leczniczej, sprawującego całodobową opiekę psychiatryczną lub odwykową,  o ile jest lekarzem, a w przeciwnym wypadku przez lekarza upoważnionego przez kierownika (np. w ramach pełnienia funkcji zastępcy kierownika ds. medycznych; leczniczych; lecznictwa); ewentualnie przez lekarza zastępującego odpowiednią osobę spośród wyżej wymienionych;
  - w jednostkach pomocy społecznej udzielających całodobowych usług opiekuńczych - przez upoważnionego przez marszałka województwa lekarza specjalistę w dziedzinie psychiatrii.

Zgodnie z zasadą stosowaną zwyczajowo dla zachowania przejrzystości i bezpieczeństwa prawnego, sprawdzenia powinien dokonywać lekarz niepozostający w zależności służbowej od osoby wykonującej zawód medyczny pierwotnie decydującej o zastosowaniu ś. p. b.

#### Czas trwania przymusu bezpośredniego
Unieruchomienie lub izolacja mogą trwać do czterech godzin. Następnie pacjent powinien być zbadany, po czym lekarz może w razie potrzeby podjąć decyzję o przedłużeniu stosowania przymusu o kolejne sześć godzin. Przedłużanie unieruchomienia lub izolacji dłużej niż dobę jest możliwe jedynie w warunkach szpitalnych.
Stan pacjenta, wobec którego zastosowano przymus bezpośredni, powinien być kontrolowany przez pielęgniarkę nie rzadziej niż co kwadrans, a co cztery godziny lub w krótszych odstępach czasu pacjent taki musi być uwalniany celem zmiany pozycji, zaspokojenia potrzeb fizjologicznych i wykonania czynności higienicznych.